# (6464) Kaburaki
(6464) Kaburaki (1994 CK) – planetoida z pasa głównego asteroid okrążająca Słońce w ciągu 5,21 lat w średniej odległości 3,01 j.a. Odkryta 1 lutego 1994 roku.